# Dimitar Owtscharow
Dimitar Sawow Owtscharow (bulgarisch Димитър Савов Овчаров; * 28. April 1931 in Sofia, Bulgarien; † 23. Mai 2013 ebenda) war ein bulgarischer Mittelalterarchäologe.
Owtscharow studierte bis 1956 Geschichte und Archäologie an der Universität Sofia. Von 1956 bis 1959 war er Kurator am Museum in Weliki Tarnowo, von 1960 bis 1968 Direktor des Museums in Targowischte. Von 1968 bis 1974 war er am Militärmuseum in Sofia tätig. Von 1974 bis 2001 arbeitete er am Nationalen Archäologischen Institut mit Museum der Bulgarischen Akademie der Wissenschaften in Sofia, von 1983 bis 1993 war er Leiter der Abteilung für Mittelalterarchäologie, von 1992 bis 1993 Direktor des Instituts und des Museums. 
Sein Forschungsgebiet war die Archäologie und Geschichte des Mittelalters in Bulgarien.
Sein Sohn ist der Archäologe Nikolaj Owtscharow.